# 札幌トヨペット硬式野球部
札幌トヨペット硬式野球部（さっぽろトヨペットこうしきやきゅうぶ）は、北海道札幌市に本拠地を置き、日本野球連盟に加盟していた社会人野球の企業チームである。1983年8月に解散した。
運営母体は、トヨタ自動車のディーラーである札幌トヨペット。

## 概要
1972年、トヨタ自動車のディーラーであるトヨペット店の札幌トヨペットが、『札幌トヨペット硬式野球部』として設立。
1977年、元プロ野球選手の宮崎一夫を監督として招聘する。
1980年、創部9年目で都市対抗野球に初出場すると、決勝まで勝ち進み準優勝となる。
1981年3月、母体が倒産したためJABA日立市長杯選抜野球大会の出場を辞退した。その後、母体は再建したものの、野球部は1983年8月18日付で自動車販売業界の競争激化を理由に廃部となった。

## 沿革
- 1972年 - 北海道札幌市を本拠地に置き、『札幌トヨペット』として創部。
- 1980年 - 都市対抗野球に初出場（準優勝）。
- 1983年 - 8月18日付けで解散。

## 主要大会の出場歴・最高成績
- 都市対抗野球大会 - 出場1回、準優勝1回（1980年）

## 主な出身プロ野球選手
- 鈴木正幸（投手） - 1980年ドラフト外でヤクルトスワローズに入団。

## 元プロ野球選手の競技者登録
- 宮崎一夫（元：大映ユニオンズ、高橋ユニオンズ、毎日オリオンズ） - 監督（1977年～1983年）→退団

## かつて在籍した選手
- 𨂊池均 - 選手として在籍。引退後、旭川龍谷高監督、パ・リーグ審判員。